# Кривки (Полтавская область)
Кривки (укр. Кривки) — село, Покровский сельский совет, Решетиловский район, Полтавская область, Украина.
Код КОАТУУ — 5324280907. Население по переписи 2001 года составляло 195 человек, по данным 2021 года 153 человека.
Село упоминается специальной карте Западной части России Шуберта 1826—1840 годов как хутор Кривковский.

## Географическое положение
Село Кривки находится на левом берегу реки Говтва,
выше по течению на расстоянии в 1,5 км расположено село Потеряйки,
ниже по течению на расстоянии в 1,5 км расположен посёлок Покровское,
на противоположном берегу — село Шишацкое.
Рядом проходит автомобильная дорога Т-1721.